# ONE FC: Dynasty of Champions
ONE FC: Dynasty of Champions é um evento de artes marciais mistas promovido pelo ONE Fighting Championship, ocorrido em 19 de dezembro de 2014 no Ginásio Centro Esportivo Olímpico em Pequim, China.

## Background
Esse evento marcou a primeira visita do ONE a China. O evento era originalmente esperado para acontecer em 31 de Outubro de 2014, mas a organização anunciou que moveria o evento para essa data.

## Resultados
^ a: Final do Torneio pelo Título dos Penas de Pequim.

^ b: Final do Torneio pelo Título dos Moscas de Pequim.

^ c: Semifinal do Torneio de Penas.

^ d: Semifinal do Torneio de Moscas.

## Ligações Externas
1. ↑  a[›]
2. ↑  b[›]
3. ↑  c[›]
4. ↑  c[›]
5. ↑  d[›]
6. ↑  d[›]